# 電磁場的動力學理論
《電磁場的動力學理論》（英語：A Dynamical Theory of the Electromagnetic Field）是一篇詹姆斯·馬克士威發於1864年的論文，這篇論文是他所寫的第三篇關於電磁學的論文。在這篇論文裏，他首次系統性地陳列出馬克士威方程組。馬克士威又應用了先前在他的1861年論文《論物理力線》裏提出的位移電流的概念，來推導出電磁波方程式。由於這導引將電學、磁學和光學聯結成一個統一理論。這創舉現在已被物理學術界公認為物理學史的重大里程碑。
這篇論文明確地闡明，能量儲存於電磁場內。因此，它在歷史上首先建立了場論的基礎概念。

## 馬克士威原本的方程式
在這篇論文的標題為電磁場一般方程式的第三章裏，馬克士威列出了涉及二十個未知量的二十個方程式，在那時期，稱為馬克士威方程組。由於向量微積分尚在發展中，這二十個方程式都是以分量形式表示，其中，有十八個方程式可以用六個向量方程式集中表示（對應於每一個直角坐標，有一個方程式），另外剩下的兩個是純量方程式。所以，以向量標記，馬克士威方程組可以表示為八個方程式。1884年，從這八個方程式，奧利弗·黑維塞重新編排出四個方程式，並且稱這一組方程式為馬克士威方程組。今天廣泛使用的馬克士威方程組就是黑維塞編成的這一組方程式。
黑維塞版本的馬克士威方程組是以現代向量標記法寫出。在原先版本的八個方程式裏，只有一個方程式，高斯定律的方程式(G)，完整不變地出現於黑維塞版本。另外一個在黑維塞版本的方程式，乃是由總電流定律的方程式(A)與安培環路定理的方程式(C)共同湊合而成。這方程式包含了馬克士威的位移電流，是安培環路定理的延伸。
以向量標記，馬克士威方程組的原先版本的八個方程式，分別寫為
(A) 總電流定律
{\displaystyle \mathbf {J} _{tot}=\mathbf {J} +{\frac {\partial \mathbf {D} }{\partial t}}} 、
(B) 磁場方程式
{\displaystyle \mu \mathbf {H} =\nabla \times \mathbf {A} } 、
(C) 安培環路定理
{\displaystyle \nabla \times \mathbf {H} =\mathbf {J} _{tot}} 、
(D) 勞侖茲力方程式
{\displaystyle \mathbf {E} =\mu \mathbf {v} \times \mathbf {H} -{\frac {\partial \mathbf {A} }{\partial t}}-\nabla \phi } 、
(E) 電彈性方程式
{\displaystyle \mathbf {E} ={\frac {1}{\epsilon }}\mathbf {D} } 、
(F) 歐姆定律
{\displaystyle \mathbf {E} ={\frac {1}{\sigma }}\mathbf {J} } 、
(G) 高斯定律
{\displaystyle \nabla \cdot \mathbf {D} =\rho } 、
(H) 連續方程式
{\displaystyle \nabla \cdot \mathbf {J} =-{\frac {\partial \rho }{\partial t}}} 。
標記符號：
{\displaystyle \mathbf {H} } 是磁場強度，
{\displaystyle \mathbf {J} } 是傳導電流密度，
{\displaystyle \mathbf {J} _{tot}} 是總電流密度（包括位移電流密度），
{\displaystyle \mathbf {D} } 是電位移，
{\displaystyle \rho } 是自由電荷密度，
{\displaystyle \mathbf {A} } 是磁向量勢，
{\displaystyle \mathbf {E} } 是電場，
{\displaystyle \phi } 是電勢，
{\displaystyle \mu } 是磁導率，
{\displaystyle \epsilon } 是電容率，
{\displaystyle \sigma } 是電導率 。
關於介質的性質，馬克士威並沒有試着處理比較複雜的狀況。他表述的主要是線性、均向性、非色散性物質；他也稍微談到一些有關異向性的晶體物質的問題。
值得注意的是，馬克士威將 {\displaystyle \mu \mathbf {v} \times \mathbf {H} } 項目包括於他的合勢方程式(D)。這項目表達一個以速度 {\displaystyle \mathbf {v} } 移動的導體所感受到的單位電荷的磁場力而產生的動生電動勢。這意味著合勢方程式(D)表達了勞侖茲力。這方程式最先出現為論文《論物理力線》的方程式(77)，比勞侖茲想到這問題早了很多年。現在，勞侖茲力方程式列為馬克士威方程組之外的額外方程式，並沒有被包括在馬克士威方程組裏面。

## 光波是電磁波

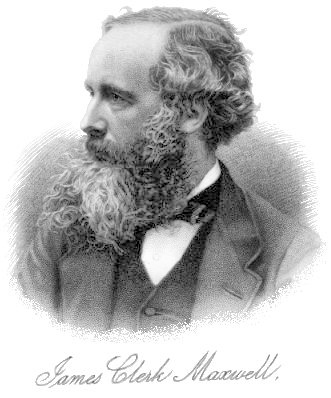
馬克士威，電磁學之父

在論文《電磁場的動力學理論》裏，馬克士威應用了的1861年論文《論物理力線》第三節裏對於安培環路定理的修正，將位移電流與其它已成立的電磁方程式合併，因而得到了描述電磁波的波動方程式。最令人振奮的是，這方程式所描述的波動的波速等於光波的速度。他於是說：
這些殊途一致的結果，似乎意味著光波與電磁波都是同樣物質的屬性，光波是按照著電磁定律傳播於電磁場的電磁擾動。
 — 詹姆斯·馬克士威
馬克士威在對於光波是一種電磁現象的推導裏，並沒有使用法拉第電磁感應定律，而是使用方程式(D)來解釋電磁感應作用。由於不考慮導體的運動，項目 {\displaystyle \mu \mathbf {v} \times \mathbf {H} } 可以被刪除。事實上，他的八個方程式裏，並沒有包括法拉第電磁感應定律方程式在內。
由於馬克士威的推導比較冗長，現代的教科書已不再採用這推導，改而選擇另一種比較簡易了解的推導，這推導主要是使用馬克士威-安培定律（安培環路定理的延伸）與法拉第電磁感應定律。

## 馬克士威的推導
假設電磁波是一個平面波，以波速 {\displaystyle V} 向正z-軸的方向傳播於某介質，則描述此電磁波的每一個函數都擁有參數 {\displaystyle w=z-Vt} 。根據磁向量定義式(B)，
{\displaystyle \mathbf {B} =-{\hat {x}}{\frac {\partial A_{y}}{\partial z}}+{\hat {y}}{\frac {\partial A_{x}}{\partial z}}} ；
其中，{\displaystyle B\ {\stackrel {def}{=}}\ \mu \mathbf {H} } 是磁感應強度的定義式。
注意到 {\displaystyle B_{z}=0} ， 還有，{\displaystyle \mathbf {B} } 垂直於平面波的傳播方向，這電磁波是個橫波。
根據安培環路定理(C)，
{\displaystyle \mathbf {J} _{tot}=-{\hat {x}}{\frac {\partial H_{y}}{\partial z}}+{\hat {y}}{\frac {\partial H_{x}}{\partial z}}=-{\frac {1}{\mu }}\left({\hat {x}}{\frac {\partial ^{2}A_{x}}{\partial z^{2}}}+{\hat {y}}{\frac {\partial ^{2}A_{y}}{\partial z^{2}}}\right)} ；
假設介質是個絕緣體，傳導電流密度 {\displaystyle \mathbf {J} } 等於零，則根據總電流定律(A)和電彈性方程式(E)，
{\displaystyle \mathbf {J} _{tot}={\frac {\partial \mathbf {D} }{\partial t}}=\epsilon {\frac {\partial \mathbf {E} }{\partial t}}} ；
假設導體的速度等於零，即動生電動勢項目等於零，則根據合勢方程式(D)，
{\displaystyle {\frac {\partial ^{2}A_{x}}{\partial z^{2}}}-\mu \epsilon {\frac {\partial ^{2}A_{x}}{\partial t^{2}}}=0} 、
{\displaystyle {\frac {\partial ^{2}A_{y}}{\partial z^{2}}}-\mu \epsilon {\frac {\partial ^{2}A_{y}}{\partial t^{2}}}=0} 。
再應用磁向量定義式(B)，就可以得到磁場的波動方程式：
{\displaystyle {\frac {\partial ^{2}B_{x}}{\partial z^{2}}}-\mu \epsilon {\frac {\partial ^{2}B_{x}}{\partial t^{2}}}=0} 、
{\displaystyle {\frac {\partial ^{2}B_{y}}{\partial z^{2}}}-\mu \epsilon {\frac {\partial ^{2}B_{y}}{\partial t^{2}}}=0} 。
鏈式法則要求
{\displaystyle {\frac {\partial }{\partial z}}={\frac {\partial w}{\partial z}}{\frac {\mathrm {d} }{\mathrm {d} w}}={\frac {\mathrm {d} }{\mathrm {d} w}}} 、
{\displaystyle {\frac {\partial }{\partial t}}={\frac {\partial w}{\partial t}}{\frac {\mathrm {d} }{\mathrm {d} w}}=-V{\frac {\mathrm {d} }{\mathrm {d} w}}} 。
所以，
{\displaystyle {\frac {\mathrm {d} ^{2}B_{x}}{\mathrm {d} w^{2}}}-\mu \epsilon V^{2}{\frac {\mathrm {d} ^{2}B_{x}}{\mathrm {d} w^{2}}}=0} 、
{\displaystyle {\frac {\mathrm {d} ^{2}B_{y}}{\mathrm {d} w^{2}}}-\mu \epsilon V^{2}{\frac {\mathrm {d} ^{2}B_{y}}{\mathrm {d} w^{2}}}=0} 。
傳播的速度為
{\displaystyle V=1/{\sqrt {\mu \epsilon }}} 。
設定磁導率為磁常數 {\displaystyle \mu _{0}} ，電容率為電常數 {\displaystyle \epsilon _{0}} ，則傳播速度是電磁波傳播於自由空間的速度。
類似地，應用合勢方程式(D)，可以得到電場的波動方程式：
{\displaystyle {\frac {\partial ^{2}E_{x}}{\partial z^{2}}}-\mu \epsilon {\frac {\partial ^{2}E_{x}}{\partial t^{2}}}=0} 、
{\displaystyle {\frac {\partial ^{2}E_{y}}{\partial z^{2}}}-\mu \epsilon {\frac {\partial ^{2}E_{y}}{\partial t^{2}}}=0} 、
{\displaystyle E_{z}=-{\frac {\partial A_{z}}{\partial t}}-{\frac {\partial \phi }{\partial z}}} 。
注意到，{\displaystyle E_{z}} 可能不等於零。在尚未更清楚了解電荷密度的性質之前，馬克士威不排除電場波為縱波的可能性。

## 現代推導
在自由空間裏，黑維塞版的馬克士威方程組的四個微分方程式為
{\displaystyle \nabla \cdot \mathbf {E} =0} 、(1)
{\displaystyle \nabla \times \mathbf {E} =-{\frac {\partial \mathbf {B} }{\partial t}}} 、(2)
{\displaystyle \nabla \cdot \mathbf {B} =0} 、(3)
{\displaystyle \nabla \times \mathbf {B} =\mu _{0}\varepsilon _{0}{\frac {\partial \mathbf {E} }{\partial t}}} ；(4)
其中，{\displaystyle \mu _{0}} 是磁常數，{\displaystyle \varepsilon _{0}} 是電常數。
分別取公式 (2) 、(4) 的旋度，
{\displaystyle \nabla \times (\nabla \times \mathbf {E} )=-{\frac {\partial }{\partial t}}(\nabla \times \mathbf {B} )=-\mu _{0}\varepsilon _{0}{\frac {\partial ^{2}\mathbf {E} }{\partial t^{2}}}} 、
{\displaystyle \nabla \times (\nabla \times \mathbf {B} )=\mu _{0}\varepsilon _{0}{\frac {\partial }{\partial t}}(\nabla \times \mathbf {E} )=-\mu _{o}\varepsilon _{o}{\frac {\partial ^{2}\mathbf {B} }{\partial t^{2}}}} 。
應用一則向量恆等式
{\displaystyle \nabla \times \left(\nabla \times \mathbf {Z} \right)=\nabla \left(\nabla \cdot \mathbf {Z} \right)-\nabla ^{2}\mathbf {Z} }；
其中，{\displaystyle \mathbf {Z} } 是任意向量函數。
將公式 (1) 、(3) 代入，即可得到波動方程式：
{\displaystyle \left(\nabla ^{2}-{\frac {1}{{c}^{2}}}{\frac {\partial ^{2}}{\partial t^{2}}}\right)\mathbf {E} \ =\ 0} 、(5)
{\displaystyle \left(\nabla ^{2}-{\frac {1}{{c}^{2}}}{\frac {\partial ^{2}}{\partial t^{2}}}\right)\mathbf {B} \ =\ 0} ；(6)
其中，{\displaystyle c=c_{0}={1 \over {\sqrt {\mu _{0}\varepsilon _{0}}}}=2.99792458\times 10^{8}} ［公尺／秒］是電磁波傳播於自由空間的速度。

## 參閱
- 《論法拉第力線》
- 電磁波方程式
- 弯曲时空中的麦克斯韦方程组
- 非齊次的電磁波方程
- 馬克士威應力張量
- 麦克斯韦方程组的历史
- 電磁學與經點光學時間表(Timeline of electromagnetism and classical optics)